# Guldbaggen för bästa utländska film
Guldbaggen för bästa utländska film delades för första gången ut på den 24:e galan – Guldbaggegalan 1989 I likhet med övriga kategorier var det först fr.o.m.den 27:e galan som priset hade övriga nomineringar, jämte vinnaren.
Kategorin utgick, efter fyra års utvärdering, från och med den 58:e galan, 2023. Under de sista åren benämndes den Bästa internationella film.

## Vinnare och nominerade

### 1980-talet
Vinnare presenteras överst i fetstil och gulfärg, och övriga nominerade för samma år följer efter. Året avser det år som filmerna hade premiär i Sverige, varpå de tilldelades priset på galan året därpå.
| År             | Svensk titel  | Originaltitel             | Land         | Regissör    |
| 1988 (24:e)    |               |                           |              |             |
| -------------- | ------------- | ------------------------- | ------------ | ----------- |
| 1988 (24:e)    | Bagdad Café   | Out of Rosenheim          | Västtyskland | Percy Adlon |
| 1989 (25:e)    |               |                           |              |             |
| En annan värld | A World Apart | Zimbabwe · Storbritannien | Chris Menges |             |

### 1990-talet
| År                                        | Svensk titel                                       | Originaltitel                        | Land                                   | Regissör       |
| 1990 (26:e)                               |                                                    |                                      |                                        |                |
| ----------------------------------------- | -------------------------------------------------- | ------------------------------------ | -------------------------------------- | -------------- |
| 1990 (26:e)                               | Zigenarnas tid                                     | Дом за вешање (Dom za vešanje)       | Italien · Jugoslavien · Storbritannien | Emir Kusturica |
| 1991 (27:e)                               |                                                    |                                      |                                        |                |
| Den fula gubben                           | Monsieur Hire                                      | Frankrike                            | Patrice Leconte                        |                |
| Veronikas dubbelliv                       | La double vie de Véronique/Podwójne życie Weroniki | Frankrike · Polen · Norge            | Krzysztof Kieślowski                   |                |
| Fisher King                               | The Fisher King                                    | USA                                  | Terry Gilliam                          |                |
| 1992 (28:e)                               |                                                    |                                      |                                        |                |
| Fruar och äkta män                        | Husbands and Wives                                 | USA                                  | Woody Allen                            |                |
| Den röda lyktan                           | 大紅燈籠高高掛 (Dà hóng dēnglóng gāogāo guà)       | Kina · Hongkong                      | Zhang Yimou                            |                |
| Stekta gröna tomater på Whistle Stop Café | Fried Green Tomatoes                               | USA                                  | Jon Avnet                              |                |
| 1993 (29:e)                               |                                                    |                                      |                                        |                |
| Pianot                                    | The Piano                                          | Australien · Nya Zeeland · Frankrike | Jane Campion                           |                |
| Frihet - den blå filmen                   | Trois couleurs - Bleu / Trzy kolory. Niebieski     | Frankrike · Polen · Schweiz          | Krzysztof Kieślowski                   |                |
| Orlando                                   | Orlando                                            | Storbritannien                       | Sally Potter                           |                |
| 1994 (30:e)                               |                                                    |                                      |                                        |                |
| Short Cuts                                | Short Cuts                                         | USA                                  | Robert Altman                          |                |
| Forrest Gump                              | Forrest Gump                                       | USA                                  | Robert Zemeckis                        |                |
| Schindler's List                          | Schindler's List                                   | USA                                  | Steven Spielberg                       |                |
| 1995 (31:a)                               |                                                    |                                      |                                        |                |
| Innan regnet faller                       | Пред дождот (Pred doždot)                          | Makedonien · Storbritannien          | Milcho Manchevski                      |                |
| Lamerica                                  | Lamerica                                           | Italien                              | Gianni Amelio                          |                |
| Kulregn över Broadway                     | Bullets over Broadway                              | USA                                  | Woody Allen                            |                |
| 1996 (32:a)                               |                                                    |                                      |                                        |                |
| Breaking the Waves                        | Breaking the Waves                                 | Danmark                              | Lars von Trier                         |                |
| Fargo                                     | Fargo                                              | USA                                  | Joel Coen                              |                |
| Trainspotting                             | Trainspotting                                      | Storbritannien                       | Danny Boyle                            |                |
| 1997 (33:e)                               |                                                    |                                      |                                        |                |
| The Ice Storm                             | The Ice Storm                                      | USA                                  | Ang Lee                                |                |
| Brassed Off                               | Brassed Off                                        | USA · Storbritannien                 | Mark Herman                            |                |
| Ett löfte                                 | La Promesse                                        | Belgien · Frankrike                  | Bröderna Dardenne                      |                |
| 1998 (34:e)                               |                                                    |                                      |                                        |                |
| Festen                                    | Festen                                             | Danmark                              | Thomas Vinterberg                      |                |
| Änglars drömliv                           | La Vie rêvée des anges                             | Frankrike                            | Erick Zonca                            |                |
| Karaktären                                | Karakter                                           | Nederländerna · Belgien              | Mike van Diem                          |                |
| 1999 (35:e)                               |                                                    |                                      |                                        |                |
| Allt om min mamma                         | Todo sobre mi madre                                | Spanien                              | Pedro Almodóvar                        |                |
| The Straight Story                        | The Straight Story                                 | USA                                  | David Lynch                            |                |
| Central do Brasil                         | Central do Brasil                                  | Brasilien · Frankrike                | Walter Salles                          |                |

### 2000-talet
| År                              | Svensk titel                              | Originaltitel                 | Land                             | Regissör             |
| 2000 (36:e)                     |                                           |                               |                                  |                      |
| ------------------------------- | ----------------------------------------- | ----------------------------- | -------------------------------- | -------------------- |
| 2000 (36:e)                     | Magnolia                                  | Magnolia                      | USA                              | Paul Thomas Anderson |
| 2000 (36:e)                     | Boys Don't Cry                            | Boys Don't Cry                | USA                              | Kimberly Peirce      |
| 2000 (36:e)                     | American Beauty                           | American Beauty               | USA                              | Sam Mendes           |
| 2001 (37:e)                     |                                           |                               |                                  |                      |
| Amelie från Montmartre          | Le Fabuleux Destin d'Amélie Poulain       | Frankrike · Tyskland          | Jean-Pierre Jeunet               |                      |
| I andras ögon                   | Le goût des autres                        | Frankrike                     | Agnès Jaoui                      |                      |
| Italienska för nybörjare        | Italiensk for begyndere                   | Danmark                       | Lone Scherfig                    |                      |
| 2002 (38:e)                     |                                           |                               |                                  |                      |
| Mannen utan minne               | Mies vailla menneisyyttä                  | Finland                       | Aki Kaurismäki                   |                      |
| Tala med henne                  | Hable con ella                            | Spanien                       | Pedro Almodóvar                  |                      |
| Royal Tenenbaums                | The Royal Tenenbaums                      | USA                           | Wes Anderson                     |                      |
| 2003 (39:e)                     |                                           |                               |                                  |                      |
| Timmarna                        | The Hours                                 | USA · Storbritannien          | Stephen Daldry                   |                      |
| Good Bye, Lenin!                | Good Bye, Lenin!                          | Tyskland                      | Wolfgang Becker                  |                      |
| Dogville                        | Dogville                                  | Danmark                       | Lars von Trier                   |                      |
| 2004 (40:e)                     |                                           |                               |                                  |                      |
| Återkomsten                     | Возвращение (Vozvrasjtjenije)             | Ryssland                      | Andrej Zvjagintsev               |                      |
| Lost in Translation             | Lost in Translation                       | USA                           | Sofia Coppola                    |                      |
| 21 gram                         | 21 Grams                                  | USA                           | Alejandro González Iñárritu      |                      |
| 2005 (41:a)                     |                                           |                               |                                  |                      |
| Barnet                          | L'Enfant                                  | Belgien                       | Bröderna Dardenne                |                      |
| Barnen som inte fanns           | 誰も知らない (Dare mo shiranai)           | Japan                         | Hirokazu Kore-eda                |                      |
| Dolt hot                        | Caché                                     | Frankrike                     | Michael Haneke                   |                      |
| 2006 (42:a)                     |                                           |                               |                                  |                      |
| De andras liv                   | Das Leben der Anderen                     | Tyskland                      | Florian Henckel von Donnersmarck |                      |
| Att återvända                   | Volver                                    | Spanien                       | Pedro Almodóvar                  |                      |
| Babel                           | Babel                                     | Frankrike · Mexiko · USA      | Alejandro González Iñárritu      |                      |
| 2007 (43:e)                     |                                           |                               |                                  |                      |
| This Is England                 | This Is England                           | Storbritannien                | Shane Meadows                    |                      |
| 4 månader, 3 veckor och 2 dagar | 4 luni, 3 săptămâni și 2 zile             | Rumänien                      | Cristian Mungiu                  |                      |
| Vid himlens utkant              | Auf der anderen Seite / Yaşamın Kıyısında | Tyskland · Turkiet            | Fatih Akın                       |                      |
| 2008 (44:e)                     |                                           |                               |                                  |                      |
| Lust, Caution                   | 色，戒 (Sè, Jiè)                          | USA · Kina · Taiwan           | Ang Lee                          |                      |
| No Country for Old Men          | No Country for Old Men                    | USA                           | Bröderna Coen                    |                      |
| There Will Be Blood             | There Will Be Blood                       | USA                           | Paul Thomas Anderson             |                      |
| 2009 (45:e)                     |                                           |                               |                                  |                      |
| Det vita bandet                 | Das weiße Band                            | Tyskland                      | Michael Haneke                   |                      |
| Waltz with Bashir               | ואלס עם באשיר (Vals Im Bashir)            | Israel · Tyskland · Frankrike | Ari Folman                       |                      |
| Still Walking                   | 歩いても 歩いても (Aruitemo aruitemo)     | Japan                         | Hirokazu Kore-eda                |                      |

### 2010-talet
| År          | Svensk titel                    | Originaltitel                                 | Land                                         | Regissör                      |
| ----------- | ------------------------------- | --------------------------------------------- | -------------------------------------------- | ----------------------------- |
| 2010 (46:e) | Miraklet i Lourdes              | Lourdes                                       | Österrike · Tyskland · Frankrike             | Jessica Hausner               |
| 2010 (46:e) | Fish Tank                       | Fish Tank                                     | Storbritannien                               | Andrea Arnold                 |
| 2010 (46:e) | Social Network                  | The Social Network                            | USA                                          | David Fincher                 |
| 2011 (47:e) | Nader och Simin - En separation | جدایی نادر از سیمین (Jodaeiye Nader az Simin) | Iran                                         | Asghar Farhadi                |
| 2011 (47:e) | Dogtooth                        | Κυνόδοντας (Kynodontas)                       | Grekland                                     | Giorgos Lanthimos             |
| 2011 (47:e) | Winter's Bone                   | Winter's Bone                                 | USA                                          | Debra Granik                  |
| 2012 (48:e) | Amour                           | Amour                                         | Frankrike · Tyskland · Österrike             | Michael Haneke                |
| 2012 (48:e) | Laurence Anyways                | Laurence Anyways                              | Kanada                                       | Xavier Dolan                  |
| 2012 (48:e) | Moonrise Kingdom                | Moonrise Kingdom                              | USA                                          | Wes Anderson                  |
| 2013 (49:e) | Blå är den varmaste färgen      | La Vie d'Adèle                                | Frankrike                                    | Abdellatif Kechiche           |
| 2013 (49:e) | 12 Years a Slave                | 12 Years a Slave                              | USA                                          | Steve McQueen                 |
| 2013 (49:e) | Turinhästen                     | A Torinói ló                                  | Ungern                                       | Béla Tarr och Ágnes Hranitzky |
| 2014 (50:e) | Två dagar, en natt              | Deux jours, une nuit                          | Frankrike · Belgien · Italien                | Jean-Pierre och Luc Dardenne  |
| 2014 (50:e) | Boyhood                         | Boyhood                                       | USA                                          | Richard Linklater             |
| 2014 (50:e) | Ida                             | Ida                                           | Polen · Danmark · Frankrike · Storbritannien | Paweł Pawlikowski             |
| 2015 (51:a) | Leviatan                        | Левиафан (Leviafan)                           | Ryssland                                     | Andrej Zvjagintsev            |
| 2015 (51:a) | Carol                           | Carol                                         | USA · Storbritannien                         | Todd Haynes                   |
| 2015 (51:a) | Timbuktu                        | Timbuktu                                      | Mauretanien · Frankrike                      | Abderrahmane Sissako          |
| 2016 (52:a) | Sauls son                       | Saul fia                                      | Ungern                                       | László Nemes                  |
| 2016 (52:a) | Min pappa Toni Erdmann          | Toni Erdmann                                  | Tyskland · Österrike                         | Maren Ade                     |
| 2016 (52:a) | Mustang                         | Mustang                                       | Frankrike · Turkiet                          | Deniz Gamze Ergüven           |
| 2017 (53:e) | The Salesman                    | فروشنده (Forušande)                           | Iran · Frankrike                             | Asghar Farhadi                |
| 2017 (53:e) | 120 slag i minuten              | 120 battements par minute                     | Frankrike                                    | Robin Campillo                |
| 2017 (53:e) | Moonlight                       | Moonlight                                     | USA                                          | Barry Jenkins                 |
| 2018 (54:e) | Shoplifters                     | 万引き家族 (Manbiki Kazoku)                   | Japan                                        | Hirokazu Kore-eda             |
| 2018 (54:e) | BlacKkKlansman                  | BlacKkKlansman                                | USA                                          | Spike Lee                     |
| 2018 (54:e) | Cold War                        | Zimna wojna                                   | Polen                                        | Paweł Pawlikowski             |
| 2019 (55:e) | Parasit                         | 기생충 (Gisaengchung)                         | Sydkorea                                     | Bong Joon-ho                  |
| 2019 (55:e) | Kapernaum                       | كفرناحوم (Cafarnaüm)                          | Libanon                                      | Nadine Labaki                 |
| 2019 (55:e) | Marriage Story                  | Marriage Story                                | USA · Storbritannien                         | Noah Baumbach                 |

### 2020-talet
| År          | Svensk titel    | Originaltitel | Land                          | Regissör                        |
| ----------- | --------------- | ------------- | ----------------------------- | ------------------------------- |
| 2020 (56:e) | Till min dotter | For Sama      | Storbritannien · Syrien · USA | Waad Al-Kateab och Edward Watts |
| 2020 (56:e) | Babyteeth       | Babyteeth     | Australien                    | Shannon Murphy                  |
| 2020 (56:e) | Mank            | Mank          | USA                           | David Fincher                   |
| 2021 (57:e) | Flykt           | Flugt         | Danmark                       | Jonas Poher Rasmussen           |
| 2021 (57:e) | The Father      | The Father    | Frankrike · Storbritannien    | Florian Zeller                  |
| 2021 (57:e) | Nomadland       | Nomadland     | USA                           | Chloé Zhao                      |